# Endre Ady
Endre Ady de Diósad (ur. 22 listopada 1877 w Érmindszent, zm. 27 stycznia 1919 w Budapeszcie) – węgierski poeta; dzięki jego twórczości rozpoczęło się odrodzenie poezji w literaturze tego kraju.

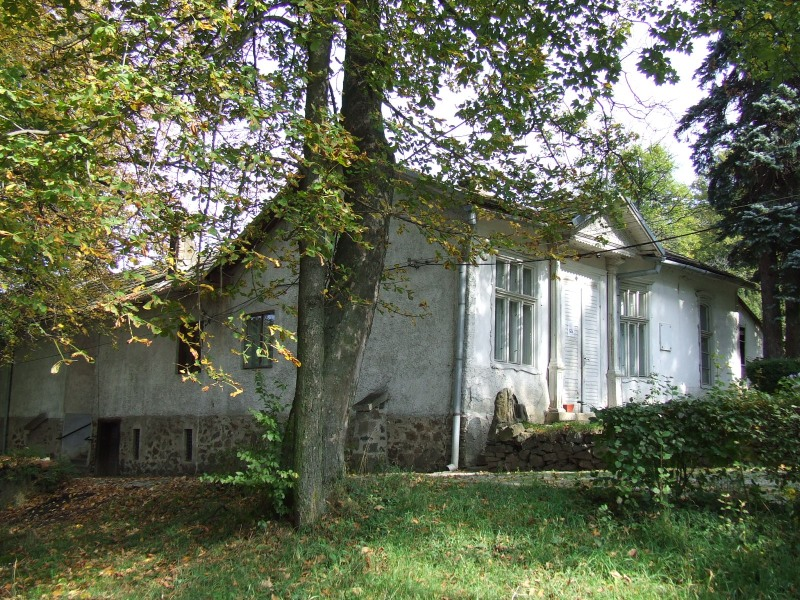
Dom rodzinny Endrego Adyego

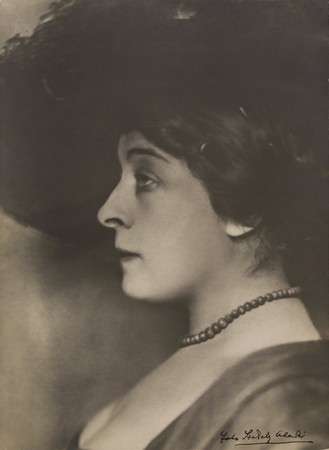
Adél Brüll, muza Endrego Adyego

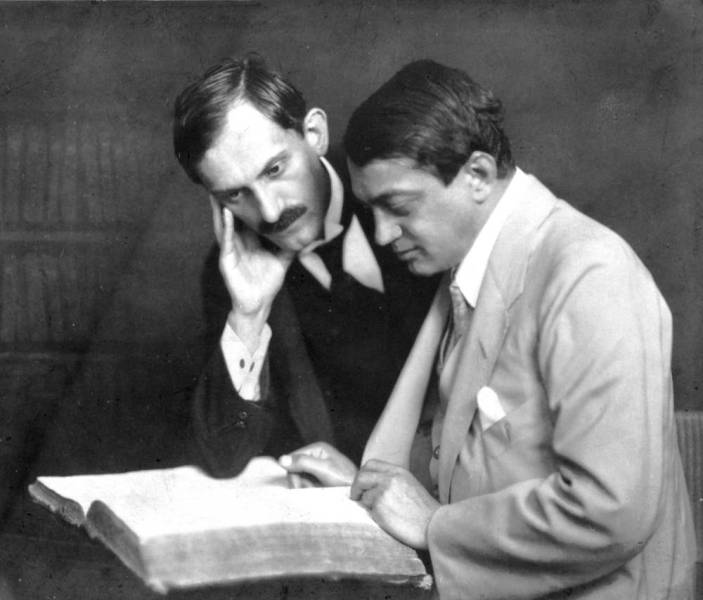
Endre Ady z Mihályem Babitsem

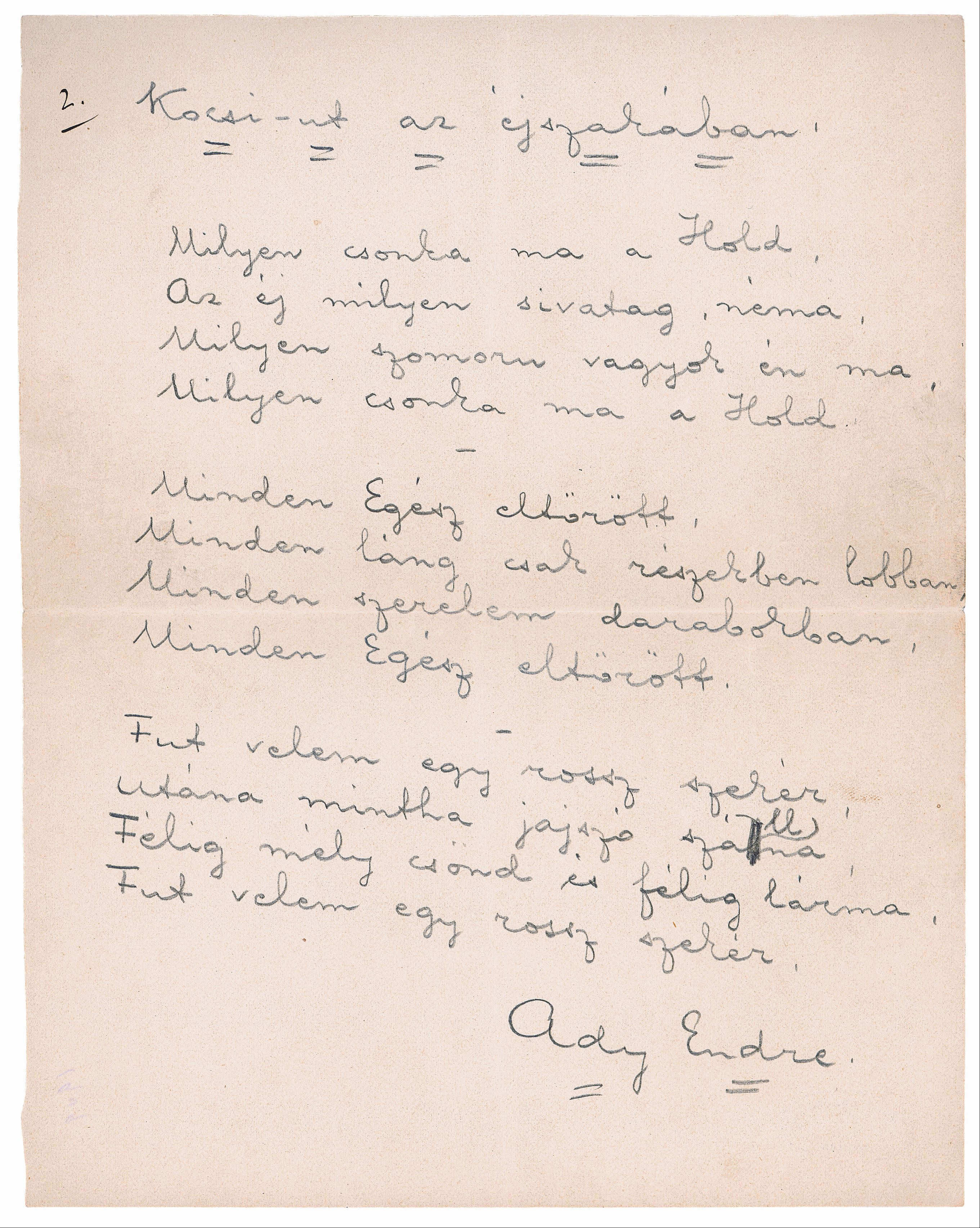
Rękopis Endrego Adyego

## Życiorys
Ady pochodził ze szlacheckiej, choć zbiedniałej, siedmiogrodzkiej rodziny i był starszym z dwojga rodzeństwa. W latach 1892–1896 uczęszczał do kalwińskiego gimnazjum w Zilah po którego ukończeniu kontynuował naukę na uniwersytecie w Debreczynie na kierunku prawo. Jednak po trzech latach porzucił studia. Podjął pracę jako dziennikarz, publikując jednocześnie swój debiutancki tomik „Versek” (1899). Krótko potem przeniósł się do Nagyváradu, gdzie poznał swą kochankę, Adél Brüll (zamężną kobietę, którą nazywał w swych wierszach „Léda”). Wspólnie z nią odbył podróż do Paryża, poznając tam najnowsze prądy europejskiej literatury. Po powrocie na Węgry rozpoczął pracę dla czasopisma „Budapesti Napló”, w którym opublikował ponad 500 artykułów i wierszy. W tym okresie rozpoczął również swą działalność polityczną, wstępując do radykalnej grupy o nazwie Huszadik Század (Dwudziesty Wiek). Literacko zaś, będąc ciągle jeszcze pod wrażeniem literatury paryskiej, stworzył nowy styl literacki, zwany Krytycznym Patriotyzmem. W swych wierszach starał się ujawnić społeczne problemy Węgier i dzięki temu zainicjować niezbędne jego zdaniem przemiany. Po opublikowaniu tomików poezji Új versek (1906) i Vér és arany (1907) musiał, ze względu na spowodowane nimi wzburzenie, zakończyć pracę dla „Budapesti Napló” i udał się ponownie do Paryża. Po powrocie założył w 1908 roku koło literackie A Holnap (Poranek) w Nagyváradzie i rozpoczął współpracę z literackim czasopismem „Nyugat” (Zachód), z którym był związany do końca życia, od 1912 został nawet jego wydawcą. Z powodu swej politycznej (niepatriotycznej) postawy oraz ze względu na podejmowaną tematykę erotyczną Ady był częstokroć krytykowany i atakowany przez konserwatystów, co jednak przysporzyło mu zainteresowania i uznania wśród młodych twórców literatury, dla których był on wyznacznikiem nowego kierunku. Po zachorowaniu na syfilis aktywność literacka Adyego znacznie zmalała, nie omieszkał jednak po wybuchu I wojny światowej krytykować rosnącego węgierskiego nacjonalizmu. Do śmierci poety przyczynił się jego alkoholizm.

## Twórczość
Liryka Endrego Adyego pozostawała pod silnym wpływem francuskiego symbolizmu, między innymi Charles’a Baudelaire’a i Paula Verlaine’a, których wiersze tłumaczył na węgierski. W jego utworach można wyraźnie ujrzeć dekadenckiego ducha, schyłkowość monarchii i chęć politycznej odnowy i zakończenia niesprawiedliwości społecznej. Ogółem Ady napisał ponad 1000 wierszy, wiele opowiadań i artykułów.

## Dzieła
- Versek (Wiersze), 1899
- Még egyszer (Jeszcze raz), 1903[5]
- Új versek (Nowe wiersze), 1906[8]
- Vér és arany (Krew i złoto), 1907[8]
- Az Illés szekerén (Eliaszowe wozy), 1908[8]
- Szeretném, ha szeretnének (Chciałbym, żeby mnie kochali – tłum. Tadeusz Fangrat), 1910[8]
- A Minden Titkok versei (Wiersze o tajemnicach), 1911[2]
- A menekülő Élet (Uciekające życie), 1912[2]
- A magunk szerelme (Nasza miłość), 1913[2]
- Ki látott engem? (Kto mnie widział?), 1914[2]
- A halottak élén (Polowanie na śmierć), 1918[2]

### Wydania polskie
- Popiołem i płomieniem: wybór poezji, Budapeszt 1943[6].
- Wybór poezji, Budapeszt 1943[6].
- Złoto i krew, Kraków 1977[6].
- Poezje, Kraków 1981[6].
- Poezje, Warszawa 1997, 1999[6].